# Dysforia płciowa
Dysforia płciowa (ang. gender dysphoria), dawniej zaburzenie tożsamości płciowej – cierpienie odczuwane przez daną osobę z powodu niedopasowania jej tożsamości płciowej do płci przypisanej w chwili urodzenia. Osoby, które doświadczają dysforii płciowej, są zazwyczaj transpłciowe. Określenie diagnostyczne zaburzenie tożsamości płciowej było używane w DSM do czasu jego zmiany na dysforię płciową w 2013 roku wraz z pojawieniem się DSM-5. Nazwę zmieniono, aby usunąć stygmatyzację związaną z określeniem tego jako „zaburzenie”.
Leczenie dysforii płciowej może polegać na wspieraniu osoby w procesie zmiany ekspresji płciowej. Aby wspomóc takie zmiany, można zastosować terapię hormonalną lub operację korekty płci. Terapia może również obejmować konsultacje psychologiczne lub psychoterapię.

## Kryteria DSM-5
- Występowanie niespójności między płcią doświadczaną/wyrażaną a pierwszorzędowymi i drugorzędowymi cechami płciowymi.
- Silne pragnienie pozbycia się swoich pierwszorzędowych i/lub drugorzędowych cech płciowych, z powodu występowania niespójności z płcią doświadczaną/wyrażaną.
- Silne pragnienie posiadania pierwszorzędowych i/lub drugorzędowych cech płciowych charakterystycznych dla drugiej płci.
- Silne pragnienie bycia osobą należącą do drugiej płci (lub płci alternatywnej, różnej od płci przypisanej).
- Silne pragnienie bycia traktowanym/traktowaną jako osoba należąca do drugiej płci (lub płci alternatywnej, różnej od płci przypisanej).
- Silne przeświadczenie, że osoba ma uczucia i reakcje typowe dla drugiej płci (lub płci alternatywnej różnej od płci przypisanej)[6].